# Aliceville, Alabama
Aliceville là một thành phố thuộc quận Pickens, tiểu bang Alabama, Hoa Kỳ. Dân số năm 2009 là 2417 người, mật độ đạt 205 người/km².